# Liste des cavités naturelles les plus longues de la Charente-Maritime
La liste des cavités naturelles les plus longues de la Charente-Maritime recense, sous forme de tableau(x), les cavités souterraines naturelles connues dans ce département français, dont le développement est supérieur ou égal à cinquante mètres.
La communauté spéléologique considère qu'une cavité souterraine naturelle n'existe vraiment qu'à partir du moment où elle est « inventée » c'est-à-dire découverte (ou redécouverte), inventoriée, topographiée et publiée. Bien sûr, la réalité physique d'une cavité naturelle est la plupart du temps bien antérieure à sa découverte par l'homme ; cependant tant qu'elle n'est pas explorée, mesurée et révélée, la cavité naturelle n'appartient pas au domaine de la connaissance partagée.
La liste spéléométrique des 29 plus longues cavités naturelles de la Charente-Maritime (≥ cinquante mètres) est actualisée à mars 2021.
La plus longue cavité souterraine naturelle répertoriée dans le département de la Charente-Maritime est « la grotte de la Bodinerie », sur la commune de Clion (cf. ligne 1 du tableau ci-dessous).

## Répartition géographique
| \| La Rochelle Jonzac Rochefort Saintes Saint-Jean-d'Angély \| Répartition géographique des cavités naturelles de la Charente-Maritime. |
| La Rochelle Jonzac Rochefort Saintes Saint-Jean-d'Angély                                                                                |

## Cavités de la Charente-Maritime (France) de développement supérieur à50 mètres
29 cavités sont recensées au 31-12-2020.
| N° | Cavité (autres noms)             | Commune                  | Massif ou zone          | Coord. (WGS 84)             | Dévelop. (mètres) | Dénivel. (mètres) | Sources ou références     | Mise à jour |
| -- | -------------------------------- | ------------------------ | ----------------------- | --------------------------- | ----------------- | ----------------- | ------------------------- | ----------- |
| 1  | Grotte de la Bodinerie           | Clion                    |                         | 45° 28′ 13″ N, 0° 30′ 57″ O | +0600, m environ  | NC                | Cavernes en Saintonge     | 2000-12     |
| 2  | Creux des Renards                | Champagne-Mouton         |                         | 45° 48′ 03″ N, 0° 54′ 28″ O | +0550, m          | NC                | Spéléométrie de la France | 2000-12     |
| 3  | Grottes du Bouil bleu            | Saint-Porchaire          |                         | 45° 49′ 40″ N, 0° 46′ 56″ O | +0550, m          | NC                | Spéléométrie de la France | 2000-12     |
| 4  | Grotte de Bois Bertaud           | Saint-Léger              |                         | 45° 37′ 05″ N, 0° 35′ 54″ O | +0345, m          | NC                | Spéléométrie de la France | 2000-12     |
| 5  | Grotte des Corsaires             | Saint-Palais-sur-Mer     | Corniche des Pierrières | 45° 38′ 26″ N, 1° 05′ 47″ O | +0300, m          | NC                | Spéléométrie de la France | 2000-12     |
| 6  | Grotte du Rocher                 | Grandjean                |                         | 45° 52′ 19″ N, 0° 37′ 05″ O | +0150, m          | NC                | Spéléométrie de la France | 2000-12     |
| 7  | Grotte de la Pointe de Vallières | Saint-Georges-de-Didonne | Pointe de Vallières     | 45° 36′ 01″ N, 1° 00′ 45″ O | +0145, m          | NC                | Spéléométrie de la France | 2000-12     |
| 8  | Grotte de la Vauzelle            | Saint-Porchaire          |                         | 45° 49′ 32″ N, 0° 47′ 11″ O | +0142, m          | NC                | Spéléométrie de la France | 2000-12     |
| 9  | Grotte de Beaumaine              | La Chapelle-des-Pots     |                         | 45° 45′ 15″ N, 0° 32′ 57″ O | +0140, m          | NC                | Spéléométrie de la France | 2000-12     |
| 10 | Souci de Chadennes               | Tesson                   |                         | 45° 38′ 58″ N, 0° 39′ 12″ O | +0105, m          | +0021, m          | Spéléométrie de la France | 2000-12     |
| 11 | Grand font du Douhet             | Le Douhet                |                         | 45° 49′ 01″ N, 0° 33′ 12″ O | +0105, m          | NC                | Spéléométrie de la France | 2000-12     |
| 12 | Grotte de Chez Richard           | Écoyeux                  |                         | 45° 48′ 37″ N, 0° 32′ 43″ O | +0100, m environ  | NC                | Spéléométrie de la France | 2000-12     |
| 13 | Caverne de Logerie               | Berneuil                 |                         | 45° 38′ 01″ N, 0° 37′ 05″ O | +0098, m          | NC                | Spéléométrie de la France | 2000-12     |
| 14 | Grotte des Groies                | Corme-Écluse             |                         | 45° 38′ 06″ N, 0° 52′ 24″ O | +0084, m          | NC                | Spéléométrie de la France | 2000-12     |
| 15 | Grotte du Quai des Roches        | Saintes                  |                         | 45° 44′ 10″ N, 0° 38′ 23″ O | +0070, m          | +0023, m          | Spéléométrie de la France | 2000-12     |
| 16 | Grotte de Fontcouverte           | Fontcouverte             |                         | 45° 46′ 26″ N, 0° 35′ 31″ O | +0070, m          | NC                | Spéléométrie de la France | 2000-12     |
| 17 | Grotte de Corme-Écluse           | Corme-Écluse             |                         | 45° 38′ 04″ N, 0° 52′ 25″ O | +0060, m          | NC                | Spéléométrie de la France | 2000-12     |
| 18 | Grotte du Gros Roc               | Le Douhet                |                         | 45° 48′ 49″ N, 0° 35′ 54″ O | +0059, m          | NC                | Spéléométrie de la France | 2000-12     |
| 19 | Grotte des Cairns                | La Chapelle-des-Pots     |                         | 45° 45′ 37″ N, 0° 32′ 24″ O | +0057, m          | NC                | Spéléométrie de la France | 2000-12     |
| 20 | Grotte de la Taupe               | Saint-Bris-des-Bois      |                         | 45° 46′ 07″ N, 0° 28′ 35″ O | +0056, m          | {NC               | Spéléométrie de la France | 2000-12     |
| 21 | Trou de Pampin                   | Nieul-lès-Saintes        |                         | 45° 45′ 12″ N, 0° 46′ 44″ O | +0055, m          | NC                | Spéléométrie de la France | 2000-12     |
| 22 | Grotte de Fontsèche              | Tonnay-Charente          |                         | 45° 56′ 48″ N, 0° 51′ 52″ O | +0053, m          | NC                | Spéléométrie de la France | 2000-12     |
| 23 | Grotte de Fuentès                | Montlieu-la-Garde        |                         | 45° 14′ 03″ N, 0° 15′ 22″ O | +0053, m          | NC                | Spéléométrie de la France | 2000-12     |
| 24 | Ouaye à Métau                    | Le Douhet                |                         |                             | +0050, m          | NC                | Spéléométrie de la France | 2000-12     |
| 25 | Riv. sout. de la Roche           | La Clisse                |                         | 45° 43′ 23″ N, 0° 45′ 11″ O | +0050, m          | NC                | Spéléométrie de la France | 2000-12     |
| 26 | Gouffre des Essards              | Les Essards              |                         | 45° 47′ 22″ N, 0° 45′ 42″ O | +0050, m environ  | +0015, m          | Spéléométrie de la France | 2000-12     |
| 27 | Grotte des Aiguilles             | Saint-Porchaire          |                         |                             | +0050, m          | NC                | Spéléométrie de la France | 2000-12     |
| 28 | Grotte du Cluseau                | Chaniers                 |                         |                             | +0050, m          | NC                | Spéléométrie de la France | 2000-12     |
| 29 | Grotte du Maine-Bernard          | Nieul-lès-Saintes        |                         | 45° 46′ 17″ N, 0° 44′ 47″ O | +0050, m          | NC                | Spéléométrie de la France | 2000-12     |